# 4943 Lac d'Orient
4943 Lac d'Orient је астероид главног астероидног појаса чија средња удаљеност од Сунца износи 2,648 астрономских јединица (АЈ).
Апсолутна магнитуда астероида је 13,2.